# اتصال انبساطی
اتصال انبساطی ابزاری کاربردی است که به منظور جذب ایمن انبساط و انقباض ناشی از دما، ارتعاشات، حرکت سازه به دلیل نشست زمین یا فعالیت لرزه ای، وزش باد و … به کار می‌رود.
از این اتصالات در خطوط لوله، بخش‌های مختلف ساختمان، پل‌ها، مسیرهای راه‌آهن، کشتی‌ها و سایر سازه‌ها استفاده می‌شود.
اسلب‌های بتنی و خطوط لوله به دلیل گرم یا سرد شدن ناشی از تغییرات فصلی یا سایر منابع گرما منبسط یا منقبض می‌شوند که تنش ناشی ار آن سبب ترک خوردگی سازه می‌گردد، اتصالات انبساطی به منظور مهار این تغییرات به کار می‌روند.

## اتصال انبساطی در پل‌ها

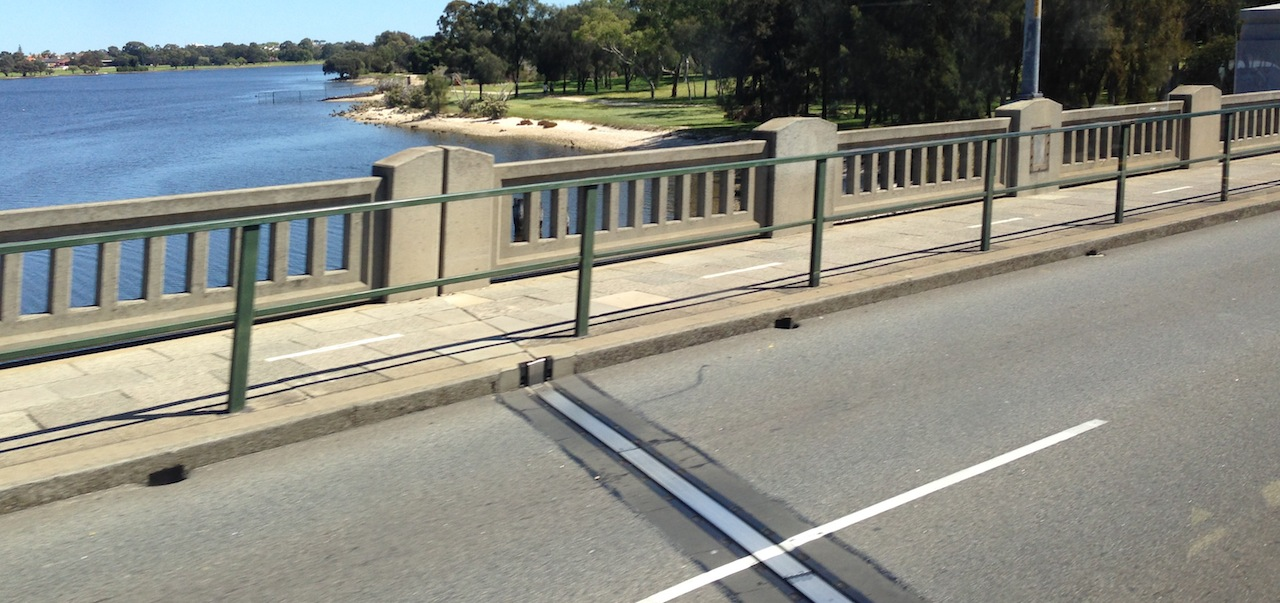
اتصال انبساطی در پل

به عنوان یک سازه زنده متحرک، یک پل به‌طور مداوم تحت تأثیر بار وسایل نقلیه، شرایط باد، دما و… قرار دارد که به طول عمر سازه اثر می‌گذارد. اتصال انبساطی در پل‌ها که با عنوان درزهای انبساطی نیز شناخته می‌شود یکی از اجزای حیاتی هر بتن مسلح، سازه‌های فولادی و بتنی پیش تنیده و به ویژه عرشه‌های پل است که حرکت سازه ناشی از جمع شدگی، خزش، تغییرات دما و … را جذب می‌کند و به سازه اجازه می‌دهد بدون ترک خوردگی منبسط و منقبض شود. اینکه چه تعداد درز انبساط و در چه فواصلی استفاده شود به عوامل بسیاری نظیر نوع سازه، نوع زمین، مصالح استفاده شده در ساخت پل، شرایط جوی محیطی که پل در آنجا ساخته می‌شود، شکل هندسی پل و… بستگی دارد.

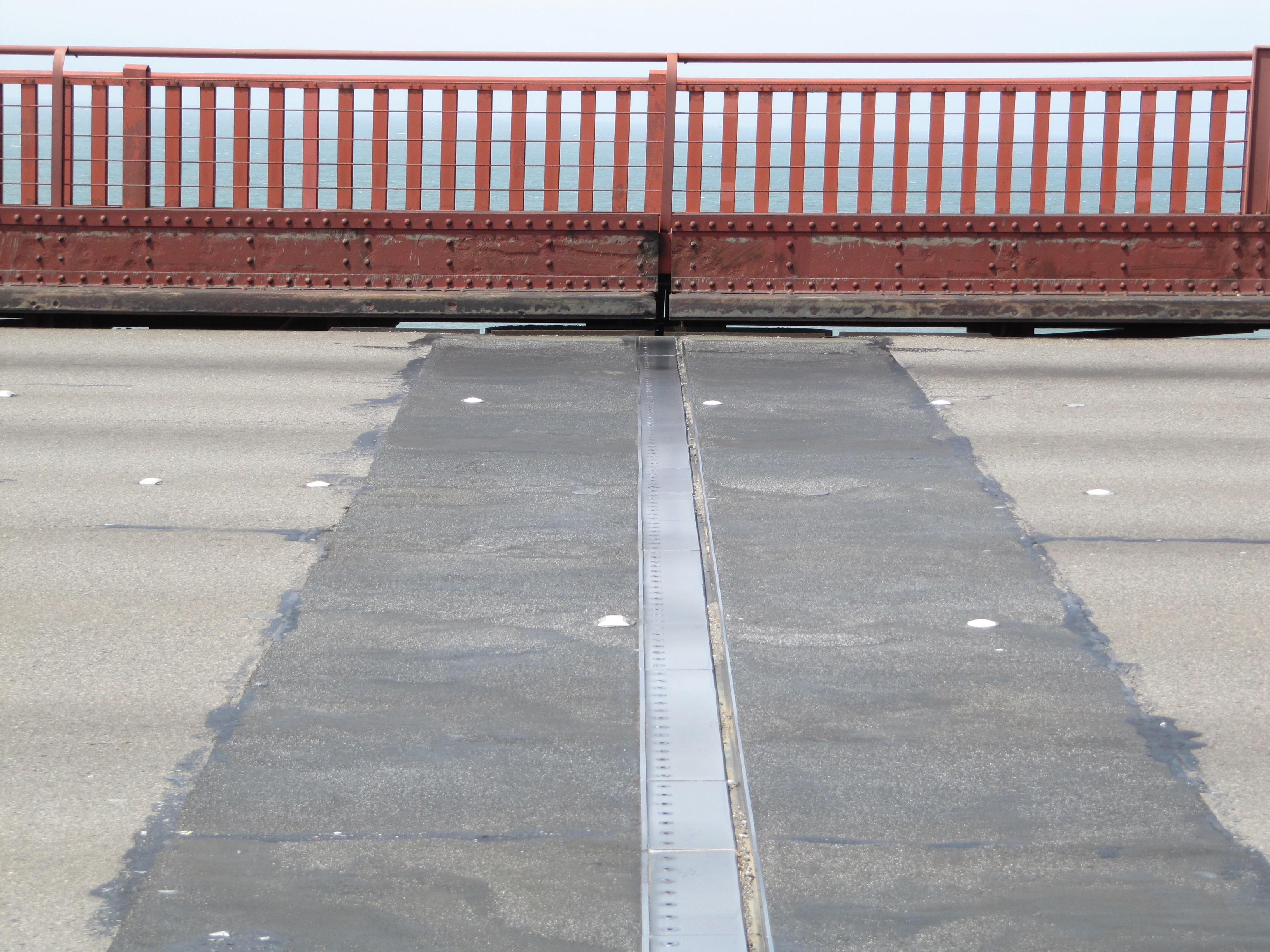
اتصال انبساطی در پل

استفاده از اتصالات انبساطی هزینه‌های نگهداری پل را تا حد زیادی کاهش می‌دهد و همچنین سبب افزایش عمر سازه و مقاومت بیشتر آن در برابر زمین لرزه نیز می‌گردد.
از مهمترین وظایف اتصال انبساطی تحمل انواع حرکت انتقالی و چرخشی دال هاست که به علل گوناگونی در پل مانند انبساط و انقباض بر اثر تغییر دما، جمع شدن یا خزش، کوتاه شدن الاستیک به دلیل از پیش تنیدگی، تغییر مکان سازه پل بر اثر بار یا عوامل دیگر رخ می‌دهد.

## اتصال انبساطی در خطوط لوله‌ها
اتصال انبساطی در خطوط لوله که با عنوان اتصال آکاردئونی نیز شناخته می‌شود ساده‌ترین نوع اتصالات انعطاف‌پذیر است که می‌تواند حرکت‌های معمول را در تمامی جهت‌ها به‌طور همزمان دفع کند. این حرکت‌ها می‌تواند ناشی تغییرات دمایی لوله به دلیل انتقال دما از سیال جاری در آن یا دیگر منابع تغییر دما، ارتعاشات لرزه ای، وزش باد و … باشد.
عضو اصلی یک اتصال آکاردئونی یک سیلندر (Bellow) است. سیلندرها از یک سری حلقه تشکیل شده‌اند که ساختار آن‌ها برای مقاومت در برابر فشار داخلی سیستم طراحی شده‌است، اما به اندازه کافی منعطف هستند تا انحرافات محوری، جانبی و مورب را تصحیح کنند.
اتصالات آکاردئونی از تعدادی از اجزای روبرو ساخته شده‌اند که هر یک دارای یک یا چند عملکرد خاص می‌باشند: سیلندرها، پایانه‌های جوشی، فلنج‌ها، لولاها، میله‌های اتصال، واشرهای کروی، توری سیمی، عایق، پوشش داخلی، پوشش خارجی، زانویی و/یا حلقه محکم کننده یا حلقه‌های رگلاتور.
برای مهار جابجایی سیستم لوله‌ها طراح می‌تواند بین کار گذاشتن اتصال آکاردئونی یا استفاده از دیگر راه حل‌ها مانند pipe loops انتخاب کند. این روش نیاز به متریال بیشتری دارد و فضای بیشتری اشغال می‌کند و می‌تواند یک فشار اتلافی زیاد ایجاد کند؛ بنابراین استفاده از اتصال اکاردئونی به عنوان یک روش قابل اطمینان تر و با صرفه اقتصادی بیشتری نسبت به pipe loops شناخته می‌شود.
یکی از قدیمی‌ترین روش‌های جذب انبساط و انقباض در سیستم‌های لوله‌کشی که از گذشته تا به امروز مورد استفاده قرار گرفته، حلقه لوپ (LOOP) می‌باشد. این

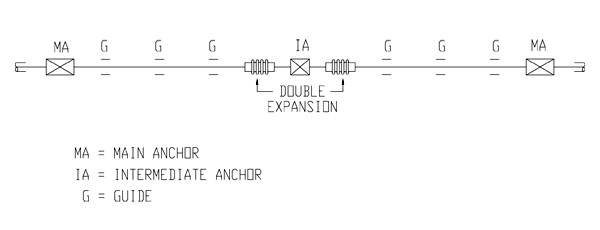
اتصال آکاردئونی

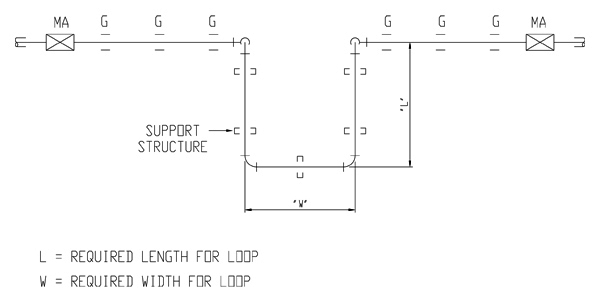
ایجاد حلقه در مسیر لوله

روش در حال حاضر بیشتر در لوله‌کشی‌هایی که در خاک دفن می‌شوند مورد استفاده قرار می‌گیرد. استفاده از هر کدام از این روش‌ها در مهار انبساط و انقباض ناشی از دما مؤثر است اما روش ایجاد حلقه دارای معایبی مانند اشغال فضای زیاد، مدت زمان بیشتر فرایند لوله‌کشی، استفاده شدن اجناس و مصالح بیشتر و در نتیجه افزایش هزینه‌ها و … است. از این رو استفاده از اتصال انبساطی همان‌طور که قبلاً ذکر شد روشی قابل اطمینان تر و به صرفه تر می‌باشد.
اتصال آکاردئونی به سه روش به لوله فلزی متصل می‌شود. اتصال جوشی، اتصال فلنج دار و اتصال دنده ای

### اتصال فلنج دار
استفاده از فلنج‌ها دومین روش پرکاربرد ایجاد اتصال پس از جوشکاری است. از مزیت‌های آن می‌توان به باز و بسته کردن راحت اشاره کرد که برای تعمیرات، سرویس و نگه داری مناسب است. استفاده از میله مهار به مهار هر چه بیشتر انقباض و انبساط خطوط لوله کمک می‌کند.

### اتصال جوشی
در این روش اتصال انبساطی به خطوط لوله جوش داده می‌شود و از آنجاییکه اتصال جوشی دائمی است در خطوطی به کار می‌رود که نیاز به تعمیرات و نگه داری نخواهند داشت و برای بازکردن اتصال آکاردئونی باید آن را از لوله فلزی برید.

### اتصال دنده ای
این روش مناسب برای اتصال به خطوط گالوانیزه و رزوه ای است.
اتصالات انبساطی را از نظر جنس می‌توان به سه گروه فلزی، لاستیکی و پارچه ای تقسیم‌بندی کرد. برای انتخاب نوع این اتصالات در حالت کلی، مقدار فشار و دمای اعمال شونده به جدار داخلی لوله، نقشی اساسی و تعیین‌کننده را ایفا می‌کند.

### اتصال انبساطی فلزی
این اتصالات دارای یک یا چند بیلوز (آکاردئون) فلزی جهت مهار تغییر طولی ناشی از تغییرات دما در لوله‌ها می‌باشد. محدوده فشار کاری این اتصالات به صورت نوعی، از فشار خلأ کامل تا حدود ۷۰ بار و محدوده دمای کاری آنها از ۲۱۵- درجه سانتیگراد تا ۱۱۰۰ + درجه می‌باشد.
اتصال انبساطی فلزی توانایی جذب و استهلاک انواع جابجایی‌های محوری، زاویه ای و جانبی را به صورت مجزا یا ترکیبی دارا می‌باشد. اتصال‌های فلزی گرانترین نوع از اتصالات انبساطی محسوب می‌گردند که قابلیت ایستادگی و تحمل در رنج وسیعی از دماها و فشارهای کاری را دارند.

### اتصال انبساطی پارچه ای
اتصال‌های پارچه ای قابلیت بسیار بالایی در ایستادگی در مقابل گازهای دما بالا و خورنده دارند ولی ضعف آنها در به‌کارگیری در شرایط کاری با فشار بالا می‌باشد. ساختار اتصال‌های انبساطی پارچه ای به صورت لایه لایه می‌باشد، که به ترتیب از سمت داخل که در معرض گازهای عبوری می‌باشد (Gas Side)، به سمت بیرونی (Ambient Side)، لایه بندی می‌گردند. هر کدام از این لایه‌ها دارای مقاومت مکانیکی و دمایی و خوردگی خاصی می‌باشند که بسته به فشار، دما و خورندگی گازهای عبوری در شرایط کاری طراحی و تولید می‌گردند. این نوع اتصالات کاربردهای گسترده‌ای در اغلب صنایع از جمله، نیروگاه‌ها، پتروشیمی‌ها و … دارند.
این اتصالات برای شرایط کاری خلاء و فشارهای بالا مناسب نمی‌باشند و حداکثر می‌توانند تا فشار مثبت و منفی ۴۰۰۰± میلیمتر فشار ستون آب را تحمل نمایند.

### اتصال انبساطی لاستیکی
اتصالات لاستیکی ساده‌ترین نوع اتصالات انبساطی محسوب می‌شوند. بدنه آن‌ها به‌طور کلی از سه لایه تشکیل می‌شود، پوسته اصلی (Cover)، که معمولاً از جنس لاستیک طبیعی یا سینتتیک می‌باشد، مغزی (Joint Body)، که بسته به شرایط کاری از پارچه و مفتول‌های فلزی به عنوان تقویت کننده لاستیک تشکیل می‌گردد و سومین قسمت، آستری (Lining) که از جنس لاستیک طبیعی یا سینتتیک بوده و به صورت لوله‌های بدون درز از داخل اتصال تا لبه‌های بیرونی امتداد می‌یابد.
محدوده کاری اتصال‌های لاستیکی به‌طور عموم از فشارهای وکیوم تا ۱۶ بار متغیر می‌باشد البته امکان ساخت تا فشار ۲۵ بار نیز تحت شرایط سایزی محدود نیز وجود دارد، همچنین محدوده دمایی آنها نیز به حداکثر تا ۱۶۰ درجه سانتیگراد محدود می‌گردد.